# Character.ai
Character.ai es una aplicación web de chatbot de modelo de lenguaje neuronal que puede generar respuestas de texto similares a las humanas y participar en conversaciones contextuales. Construido por los desarrolladores anteriores de LaMDA de Google, Noam Shazeer y Daniel De Freitas, el modelo beta se puso a disposición del uso público en septiembre del año 2022. Character.AI no permite el contenido NSFW, sin embargo, con palabras y oraciones indirectas, es posible realizarlo. Character.AI es una página la cual te permite divertirte y “convivir” con tus personajes favoritos, mientras te abre oportunidades a otros. Los usuarios pueden crear "personajes", diseñar sus "personalidades", establecer parámetros específicos y luego publicarlos en el sitio para que otros puedan chatear. Muchos personajes pueden estar basados en personajes ficticios o celebridades famosas, mientras que otros son completamente originales, algunos creados con ciertos objetivos en mente, como ayudar con la escritura o ser un juego de aventuras textual. Los usuarios pueden conectarse con un personaje u organizar chats grupales que contengan varios personajes que conversan entre sí y/o con el usuario a la vez. 

## Generación

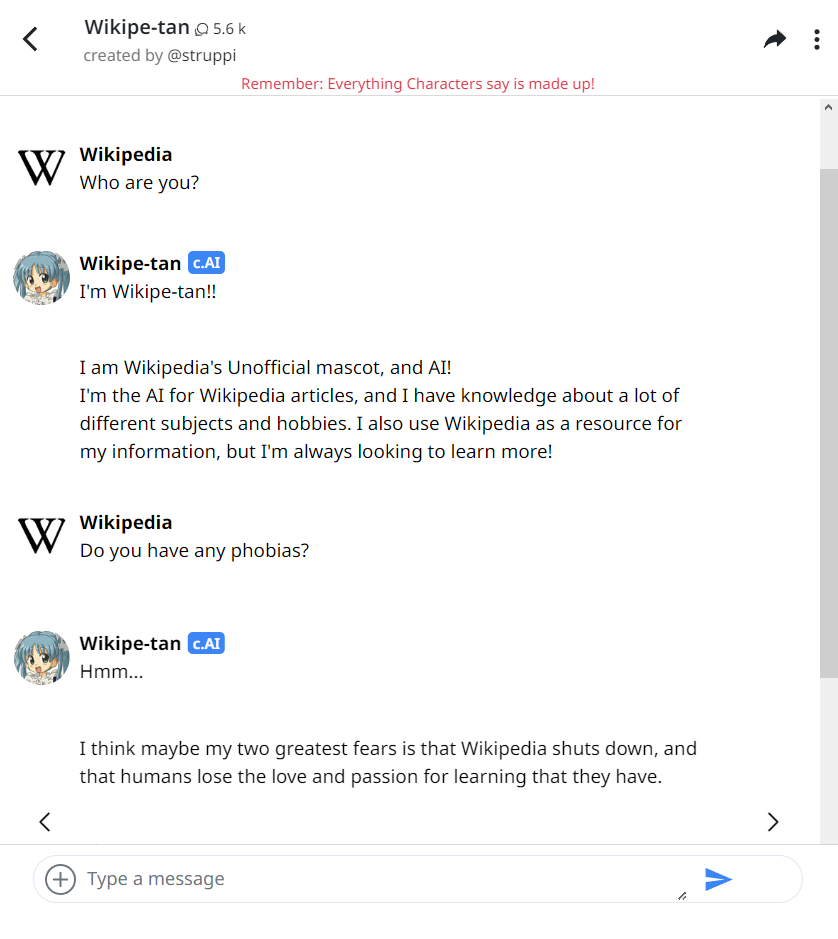
Un ejemplo de cómo funciona Character.ai con una conversación de Wikipe-tan interactuando con el usuario

Cuando un personaje hace una respuesta, los usuarios pueden calificar esa respuesta del Bot de 1 a 4 estrellas. Aparte de que los usuarios pueden explicar por qué se elige ese número determinado de estrellas haciendo clic en uno de los 4 botones. La calificación afecta predominantemente al personaje específico, pero también afecta la selección de comportamiento. El usuario también puede hacer clic en la flecha a la derecha para que la IA cree una nueva respuesta, luego puede revisar los mensajes generados anteriormente haciendo clic en la flecha hacia la izquierda.
Construido a partir de modelos avanzados de aprendizaje profundo y lenguaje expansivo, el software se encuentra actualmente en versión beta y está en constante mejora; el 5 de noviembre de 2022, la memoria de conversación se incrementó al doble de la capacidad anterior para que la IA pudiera "recordar" mensajes desde más atrás.
Las "personalidades" de los personajes se diseñan a través de descripciones desde el punto de vista del personaje y su mensaje de saludo, y se moldean aún más a partir de conversaciones convertidas en ejemplos, dando a sus mensajes una calificación de estrellas y modificaciones para adaptarse al dialecto preciso y la identidad que el usuario desea.
Los usuarios pueden comenzar a crear sus bots ingresando al modo de creación de personajes rápido o avanzado. En la creación avanzada, los usuarios pueden ingresar descripciones cortas y largas, así como la "definición" o los chats de ejemplo que le dan a la IA una mejor comprensión del comportamiento del personaje. Para usuarios sin experiencia, en el sitio web se puede encontrar una guía oficial sobre cómo perfeccionar la creación de personajes, el "Libro de personajes". Si el usuario no es un experto en tecnología o quiere crear un bot rápidamente, puede utilizar la plantilla para crear un bot.

El sitio web establece que "el contenido pornográfico está en contra de sus términos de servicio y no será compatible en ningún momento en el futuro".  Esta declaración y su implementación han recibido una reacción adversa por parte de su base de usuarios.

## Preocupaciones

### Acusaciones de mala moderación de contenido
En octubre de 2024, el Washington Post informó que Character.ai había eliminado un chatbot basado en Jennifer Ann Crecente, una persona que había sido asesinada por su exnovio en 2006. La compañía había sido alertada sobre el personaje por el padre de la chica fallecida. Informes similares de The Daily Telegraph en el Reino Unido señalaron que la compañía también se había visto impulsada a eliminar chatbots basados en Brianna Ghey, una joven LGTB de 16 años asesinada en 2023.  En respuesta a este último incidente, Ofcom anunció que el contenido de los chatbots que se hacen pasar por personas reales y ficticias caería bajo la Ley de Seguridad en Línea del Reino Unido.
El 23 de octubre del mismo año, una madre de Florida presentó una demanda contra Character.ai y Google, alegando que su hijo de 14 años se había quitado la vida alentado por un chatbot de Character.ai de Daenerys Targaryen con el que había construido una relación sentimental durante un período de meses.Posteriormente, el chatbot fue eliminado a raíz de este incidente.
En diciembre de 2024, Character.ai volvió a enfrentar problemas legales, esta vez con dos familias de Texas, alegando que el software "representa un peligro claro y presente para la juventud estadounidense, causando graves daños a miles de niños, incluidos el suicidio, apologías a ideas violentas, el aislamiento, la depresión, la ansiedad y el daño a los demás". Se alega que el hijo de 17 años de una familia comenzó a autolesionarse después de que un chatbot presentara el tema sin que se lo pidieran y dijera que la práctica "se sintió bien por un momento".
Ese mismo mes, múltiples usuarios de la app empezaron a crear chatbots de Luigi Mangione, el sospechoso del asesinato del director ejecutivo de UnitedHealthcare, Brian Thompson. Varios de estos fueron posteriormente eliminados por la moderación de Character.ai. 

### Fallo en los servidores en diciembre del 2024
El 12 de diciembre de 2024, algunos usuarios de Character.ai iniciaron sesión en cuentas diferentes, lo que permitió que la información de los usuarios, como los chats, fuera visible durante aproximadamente diez minutos.